# جوي ماثيو
جوي ماثيو هو كاتب مسرحي ومخرج وممثل هندي، ولد في 30 ديسمبر 1951 في الهند. من الجوائز التي نالها جائزة كيرالا ساهيتيا أكاديمي ‏.

## جوائز
- جائزة كيرالا ساهيتيا أكاديمي [الإنجليزية]‏

## وصلات خارجية
- جوي ماثيو على موقع IMDb (الإنجليزية)
- جوي ماثيو على موقع أول موفي (الإنجليزية)
- جوي ماثيو على موقع قاعدة بيانات الفيلم (الإنجليزية)
- جوي ماثيو على موقع كينوبويسك (الروسية)